# Fritz Popper
Friedrich (Fritz) Hugo Popper, född 5 augusti 1907 i Wien, död 27 januari 1995 i Kalmar, var en tysk-svensk arkitekt.
Popper avlade studentexamen i Görlitz 1927 och utexaminerades från Tekniska högskolan i Berlin-Charlottenburg 1937. Han var anställd på länsarkitektkontoret i Kalmar och Byggnadsstyrelsen 1951–1962, stadsarkitekt i Borgholms stad från 1958 och vice stadsarkitekt i Kalmar stad från 1962.